# Fusiaphera
Fusiaphera is een geslacht van weekdieren uit de klasse van de Gastropoda (slakken).

## Soorten
- Fusiaphera esus Pacaud, Ledon & Loubry, 2015 †
- Fusiaphera jenkinsi Maxwell, 1992 †
- Fusiaphera kassitiana Pacaud, Ledon & Loubry, 2015 †
- Fusiaphera macrospira (A. Adams & Reeve, 1850)
- Fusiaphera marshalli (R. S. Allan, 1926) †
- Fusiaphera naroniformis (Finlay, 1930) †